# Feist-Belmont
Feist-Belmont ist der Name einer Familie aus Alzey, die im 19. und 20. Jahrhundert eine bedeutende Rolle im Wein- und Sektgeschäft spielte. Die Verbindung entstand  durch eine Heirat von Elisabeth Belmont mit  Stefan Feist aus Koblenz, dessen Mutter eine geborene Rothschild war. Verwandtschaftliche Beziehungen bestanden auch zu den Weinhändlerfamilien Lorch und Reinach und zu der Bankiersfamilie Oppenheim. Zu den bekanntesten Familienmitgliedern zählte August Belmont. Weitere Familienmitglieder waren August Belmont junior, Oliver Belmont und Perry Belmont sowie Maria Feist-Belmont.
Die Wurzeln des Unternehmens reichen bis 1795 zurück. Im Juli 1908 gründeten die Brüder Feist die Feist-Sektkellerei AG, ab August 1941 hieß sie Feist-Belmont'sche Sektkellerei AG. Heute ist die Feist Belmont'sche Sektkellerei GmbH mit Sitz in Trier eine Tochter der Sektkellerei Schloss Wachenheim.